# Bombylius coquilletti
Bombylius coquilletti är en tvåvingeart som beskrevs av Samuel Wendell Williston  1899. Bombylius coquilletti ingår i släktet Bombylius och familjen svävflugor. Inga underarter finns listade i Catalogue of Life.